# Diego Laxalt
Diego Sebastián Laxalt Suárez (Montevideo, 7 februari 1993) is een Uruguayaans voetballer die doorgaans als vleugelspeler speelt. Hij verruilde Genoa CFC in augustus 2018 voor AC Milan. Laxalt debuteerde in 2016 in het Uruguayaans voetbalelftal.

## Clubcarrière
Laxalt stroomde in 2012 door uit de jeugdopleiding van Defensor Sporting. Daarvoor maakte hij op 1 september 2012 zijn profdebuut, tegen Montevideo Wanderers. Zijn eerste jaar in het eerste elftal van Defensor was meteen zijn laatste in eigen land. Internazionale haalde hem in juli 2013 naar Italië. Daarmee begon een reis langs verschillende Italiaanse clubs. Inter verhuurde Laxalt aan achtereenvolgens Bologna, Empoli en Genoa. Nadat hij definitief overstapte naar laatstgenoemde club, verliet hij die in augustus 2018 voor AC Milan, dat hem in augustus 2019 weer verhuurde aan Torino.

## Clubstatistieken
| Seizoen | Club              | Competitie       | Competitie | Competitie | Beker | Beker | Internationaal | Internationaal | Totaal | Totaal |
| Seizoen | Club              | Competitie       | Wed.       | Dlp.       | Wed.  | Dlp.  | Wed.           | Dlp.           | Wed.   | Dlp.   |
| ------- | ----------------- | ---------------- | ---------- | ---------- | ----- | ----- | -------------- | -------------- | ------ | ------ |
| 2012/13 | Defensor Sporting | Primera División | 15         | 1          | 0     | 0     | —              | —              | 15     | 1      |
| 2013/14 | Internazionale    | Serie A          | —          | —          | —     | —     | —              | —              | 0      | 0      |
| 2013/14 | → Bologna         | Serie A          | 15         | 2          | 0     | 0     | —              | —              | 15     | 2      |
| 2014/15 | → Empoli FC       | Serie A          | 4          | 0          | 3     | 1     | —              | —              | 7      | 1      |
| 2014/15 | → Genoa CFC       | Serie A          | 8          | 0          | 0     | 0     | —              | —              | 8      | 0      |
| 2015/16 | → Genoa CFC       | Serie A          | 35         | 3          | 1     | 0     | —              | —              | 36     | 3      |
| 2016/17 | Genoa CFC         | Serie A          | 36         | 1          | 3     | 0     | —              | —              | 39     | 1      |
| 2017/18 | Genoa CFC         | Serie A          | 32         | 3          | 2     | 1     | —              | —              | 34     | 4      |
| 2018/19 | AC Milan          | Serie A          | 20         | 0          | 4     | 0     | 5              | 0              | 29     | 0      |
| 2019/20 | → Torino          | Serie A          | 0          | 0          | 0     | 0     | 0              | 0              | 0      | 0      |
| Totaal  | Totaal            | Totaal           | 165        | 10         | 13    | 2     | 5              | 0              | 183    | 12     |

Bijgewerkt t/m 31 augustus 2019

## Interlandcarrière
Laxalt debuteerde op 7 oktober 2016 in het Uruguayaans voetbalelftal, in een met 3–0 gewonnen WK-kwalificatiewedstrijd tegen Venezuela. Hij behoorde twee jaar later ook tot de selectie van bondscoach Oscar Tabárez op het WK 2018 in Rusland. Uruguay verloor in de kwartfinale met 2–0 van de latere wereldkampioen Frankrijk. Laxalt kwam in vier van de vijf WK-duels in actie voor zijn vaderland. Tabárez nam Laxalt een jaar later ook mee naar de Copa América 2019.

## Trivia
- Laxalt bezit naast een Uruguayaans ook een Italiaans paspoort.

1 Paleari ·
2 Bayeye ·
3 Schuurs ·
4 Walukiewicz ·
5 Masina ·
7 Karamoh ·
8 Ilić ·
9 Sanabria ·
10 Vlašić ·
13 Maripán ·
16 Pedersen ·
17 Donnarumma ·
18 Adams ·
20 Lazaro ·
21 Dembélé ·
23 Coco ·
24 Sosa ·
26 İlkhan ·
27 Vojvoda ·
28 Ricci ·
32 Milinković-Savić ·
61 Tameze ·
66 Gineitis ·
72 Ciammaglichella ·
77 Linetty ·
79 Savva ·
91 Zapata  ·
92 Njie ·
Coach: Vanoli
1 Muslera ·
2 Giménez ·
3 Godín  ·
4 Varela ·
5 Sánchez ·
6 Bentancur ·
7 Rodríguez ·
8 Nández ·
9 Suárez ·
10 De Arrascaeta ·
11 Stuani ·
12 Campaña ·
13 Silva ·
14 Torreira ·
15 Vecino ·
16 Pereira ·
17 Laxalt ·
18 Gómez ·
19 Coates ·
20 Urretaviscaya ·
21 Cavani ·
22 Cáceres ·
23 Silva ·
Coach: Tabárez